# Heteborn
Heteborn là một đô thị thuộc huyện Harz, Sachsen-Anhalt, Đức. Đô thị Heteborn có diện tích 14,94 km², dân số thời điểm ngày 31 tháng 12 năm 2006 là 383 người.